# Gant (Piecki)
Gant (deutsch Ganthen) ist ein Dorf in der polnischen Woiwodschaft Ermland-Masuren. Es gehört zur Landgemeinde Piecki (deutsch Peitschendorf) im Powiat Mrągowski (Kreis Sensburg).

## Geographische Lage
Gant liegt nordwestlich des Ganther Sees (polnisch Jezioro Gant) in der südlichen Mitte der Woiwodschaft Ermland-Masuren, 18 Kilometer südwestlich der Kreisstadt Mrągowo (deutsch Sensburg).

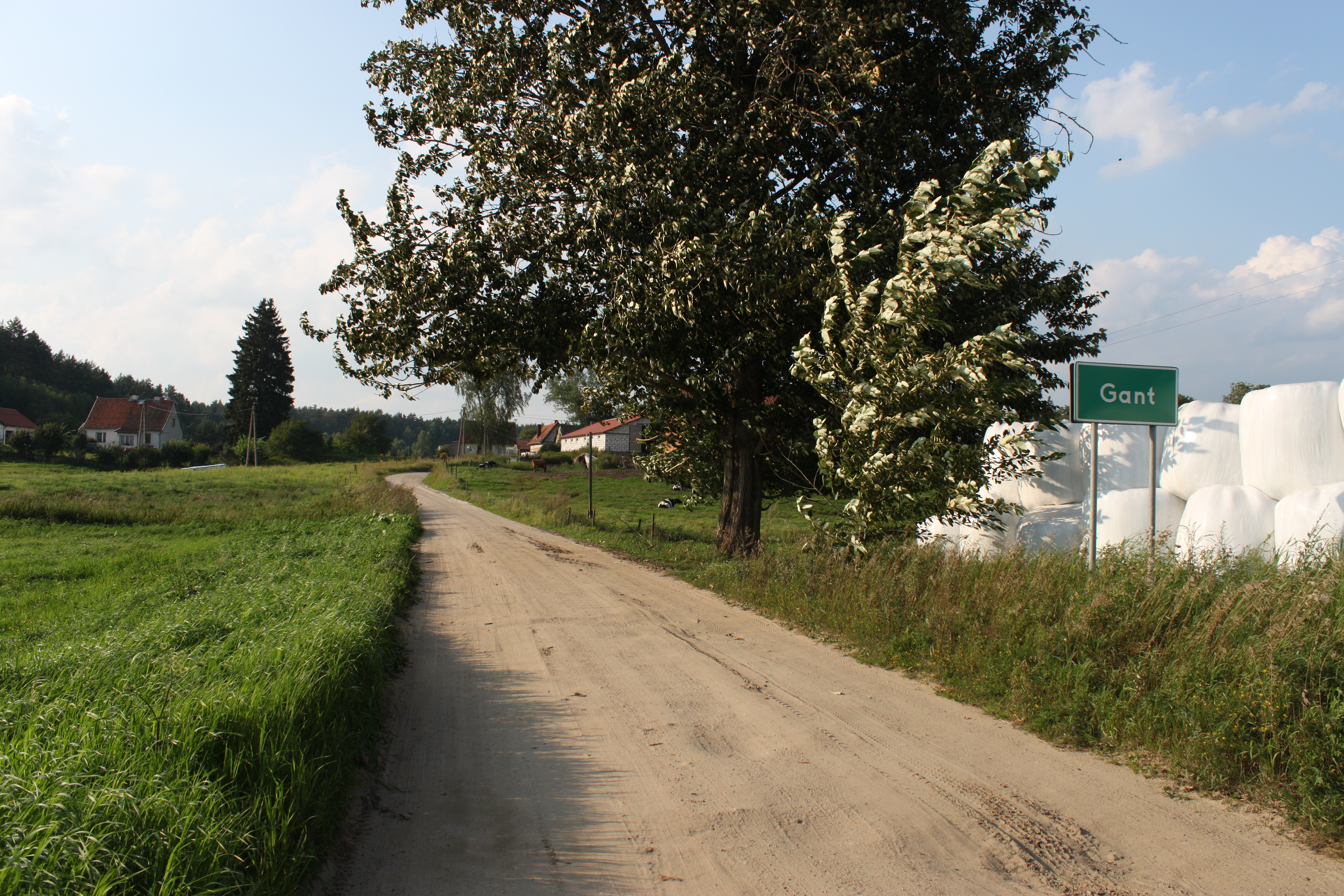
Ortseinfahrt Gant

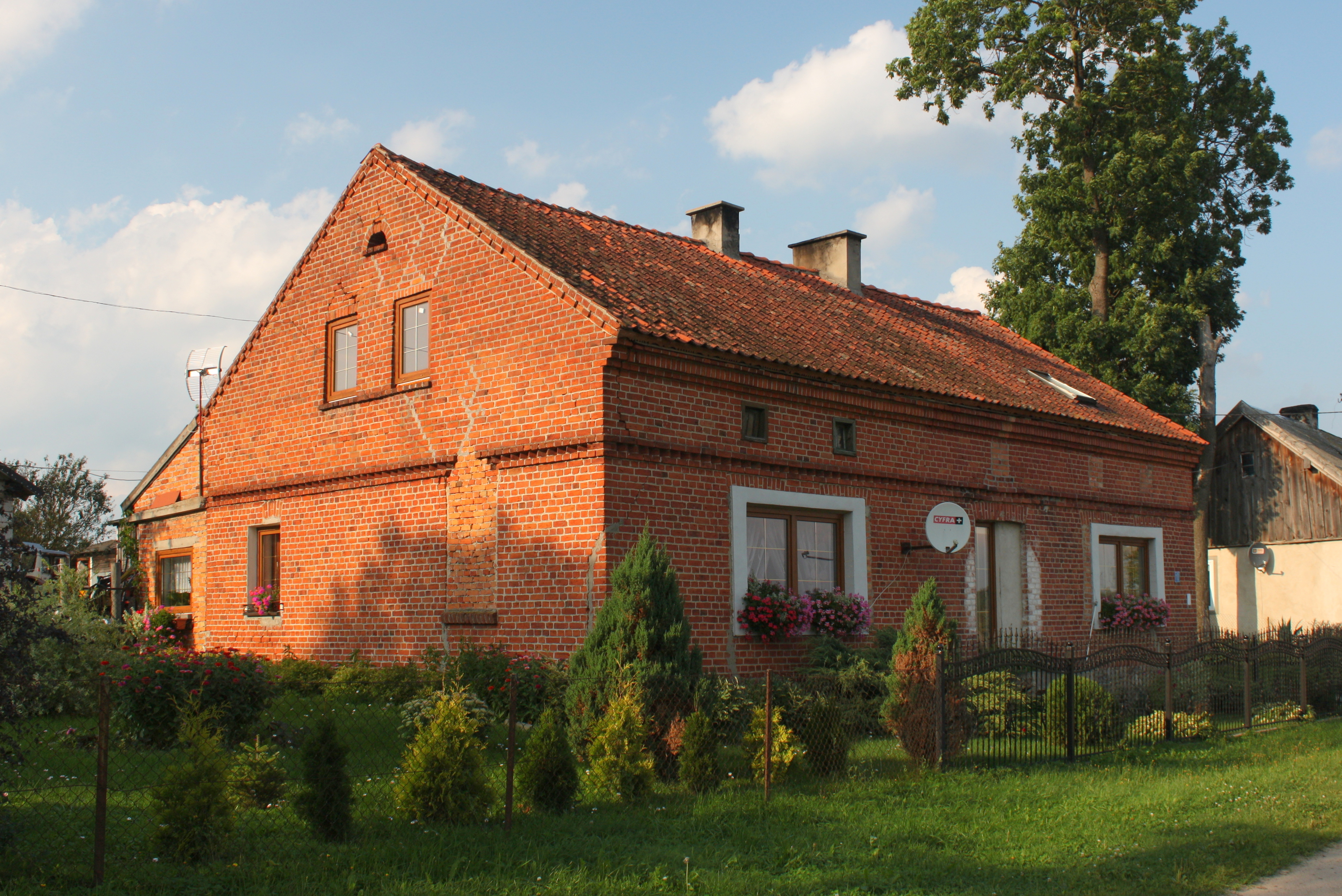
Wohnhaus in Gant

## Geschichte
Zu dem nach 1818 Ganten genannten Dorf gehörte bis 1945 eine Försterei, die dem Staatsforst Pfeilswalde unterstellt war. 1874 wurde es in den Amtsbezirk Gollingen (polnisch Goleń) eingegliedert, der zum Kreis Sensburg im Regierungsbezirk Gumbinnen (1905–1945 Regierungsbezirk Allenstein) in der preußischen Provinz Ostpreußen gehörte. Bereits vor 1908 wurde Ganthen in den Amtsbezirk Borowen umgegliedert, der – 1938 in Amtsbezirk Prausken umbenannt – bis 1945 bestand und ebenfalls zum Kreis Sensburg gehörte.
Im Jahr 1910 zählte Ganthen 312 Einwohner. Aufgrund der Bestimmungen des Versailler Vertrags stimmte die Bevölkerung im Abstimmungsgebiet Allenstein, zu dem Ganthen gehörte, am 11. Juli 1920 über die weitere staatliche Zugehörigkeit zu Ostpreußen (und damit zu Deutschland) oder den Anschluss an Polen ab. In Ganthen stimmten 200 Einwohner für den Verbleib bei Ostpreußen, auf Polen entfielen keine Stimmen.
Am 30. September 1928 vergrößerte sich Ganthen um die benachbarten Gutsbezirke Bienken (polnisch Bieńki) und Gaynen (Gajne), die eingemeindet wurden.
Als 1945 in Kriegsfolge das gesamte südliche Ostpreußen an Polen überstellt wurde, war auch Ganthen davon betroffen und erhielt die polnische Namensform Gant. Heute ist das Dorf Sitz eines Schulzenamtes (polnisch Sołectwo) und damit eine Ortschaft im Verbund der Landgemeinde Piecki (Peitschendorf) im Powiat Mrągowski (Kreis Sensburg), bis 1998 der Woiwodschaft Olsztyn, seither der Woiwodschaft Ermland-Masuren zugehörig. Im Jahr 2011 zählte Gant 96 Einwohner.

## Kirche
Bis 1945 war Ganthen in die evangelische Kirche Aweyden in der Kirchenprovinz Ostpreußen der Evangelischen Kirche der Altpreußischen Union sowie in die katholische St.-Adalbert-Kirche Sensburg im damaligen Bistum Ermland eingepfarrt. Heute gehört Gant zur evangelischen Kirchengemeinde Nawiady, einer Filialgemeinde der Pfarrei Mrągowo in der Diözese Masuren der Evangelisch-Augsburgischen Kirche in Polen. Katholischerseits gibt es in Gant eine eigene Kirche, die der Pfarrei Grabowo (Grabowen, 1938–1945 Grabenhof) im heutigen Erzbistum Ermland in der polnischen katholischen Kirche untersteht.

## Verkehr
Gant liegt abseits vom Verkehrsgeschehen am Ende einer zum Teil nur als Landweg ausgebauten Nebenstraße, die von Dłużec (Langendorf) über Gajne (Gaynen) direkt in den Ort führt. Eine Anbindung an den Schienenverkehr existiert nicht.